# Эммануэль, Аргири
Аргири Эммануэль (греч. Αργύρη Εμμανουήλ, фр. Arghiri Emmanuel, 22 июня 1911 — 14 декабря 2001) — греко-французский экономист-неомарксист, разработчик теории неравного (неэквивалентного) обмена (Unequal exchange), в которой совмещал аспекты теорий международной торговли с общей теорией стоимости Маркса.

## Книги
- Unequal Exchange: A Study of the Imperialism of Trade. Monthly Review Press, 1972
- Appropriate or Underdeveloped Technology? John Wiley & Sons Ltd, 1982
- Profit and Crises. St. Martin’s Press, 1984